# 村島誼紀
村島 誼紀（むらしま よしのり、1905年〈明治38年〉3月19日 - 1983年〈昭和58年〉1月3日）は、日本の囲碁棋士。奈良県出身、久保松勝喜代、本因坊秀哉門下、日本棋院所属、名誉九段。元の名は義勝。重厚な棋風。秀哉の懐刀、日本棋院の知恵袋と呼ばれ、棋院運営や大手合制度の確立、本因坊戦設立などに貢献した。

## 経歴
奈良県高田町（現大和高田市）に生まれ、5歳のときに両親とともに大阪に移る。少年時は文学者を志していたが、碁好きの父は義勝を棋士にしようとして9歳のときに囲碁を教え、1917年（大正6年）に久保松勝喜代の道場に通うようになる。久保松門下では村島が大茶目、橋本宇太郎が中茶目、木谷實が小茶目と渾名された。1919年に久保松の推薦で本因坊秀哉に入門し上京。1920年入段。中央棋院に所属するとともに、若手棋士の研究会六華会に参加。1923年に二段。1924年の日本棋院設立後はこれに所属。また秀哉夫人から茶道、生花、書道を学んでいる。
日本棋院において棋士の昇段を決める大手合制度を開始する際に、従来の手合割は二段差一子で個人間の成績で決められていたのを、三段差一子の手合割と点数制による昇段を考案して導入、この方式は2004年に大手合が廃止されるまで利用された。1927年には、さらに合理的な四段差一子の手合割を提案するが採用されなかった。1924年からの大手合では半年間で13勝3敗1ジゴの好成績を挙げ、棋正社との院社対抗戦にも出場、橋本宇太郎、篠原正美とともに三羽烏と謳われた。1925年三段。
1928年の呉清源来日時の試験碁で秀哉に続いて相手を務め、白番5目負け。1929年大手合で五段昇段、大阪から両親を呼び寄せて独立する。1931年に結婚し、後三男三女をもうける。1932年に誼紀に改名。1933年の日本選手権手合のトーナメントでは、1回戦で岩本薫に敗れる。
1939年創設の本因坊戦開始にあたり、坊門のとりまとめ役をつとめる。1939年の第1期本因坊戦では、五段級トーナメントを篠原正美と二人が勝抜いて、六段級トーナメントに進出。1943年六段。1944年の第3期本因坊戦では、六段級予選、七段級予選を勝ち抜き、八段級予選のリーグ戦で岩本薫、木谷實を破り2勝2敗となった。1941年設立の棋道報国会で理事を務め、1945年4月から日本棋院理事にも就任。
戦後日本棋院復興にあたっては、『棋道』編集長となって1945年9月に復刊、翌年1月には常任理事となる。1948年にNHKラジオ囲碁講座を担当。1949年に『囲碁世界』編集長に就く。1950年の関西棋院との東西対抗戦では光原伊太郎に勝利。1952年に日本棋院最高段者トーナメント戦で準優勝（決勝で島村俊宏に敗れる）。1953年に大手合で12連勝し、翌年七段昇段。1955年に呉清源対七段勝抜優勝者戦で、梶原武雄、篠原正美、光原伊太郎に勝って優勝、呉清源との三番碁は先相先で1-2とした。1956年に日本棋院理事を退任。1957年本因坊リーグ入りし、山部俊郎、橋本宇太郎に勝っての2-5で陥落。
1961年日本棋院審査役、NHK杯のテレビ対局で最初の解説者を務めた。1966年に現役を引退し、八段を贈られた。1967年『囲碁クラブ』誌に「この道を歩いて五十年」を連載。1983年死去、名誉九段を追贈される。
日本棋院渉外担当理事の他、棋士会長を長年勤め、また1952年から79年に毎日新聞の観戦記を執筆、他に東京タイムスなどでも観戦記執筆。
1960年には全日本学生囲碁連盟の理事。趣味の俳句での俳号は湘谷。門下に榊原章二、北村洋司など。

## 棋歴
- 院社対抗戦（1925年）1-1（先二先・先番○雁金準一、先番×小野田千代太郎）
- 全日本囲棋選手権大会 準優勝 1936年
- 日本棋院最高段者トーナメント戦 準優勝 1952年
- 本因坊リーグ1期（1957年第12期）

## 受賞等
- 大倉賞 1976年
- 勲四等旭日小綬章 1980年

## 著作
- 『置碁二三子必勝法』平凡社 1934年
- 『圍棋真諦 本因坊家秘伝』誠文堂 1934年（前田陳爾、高橋重行と共著）
- 『打倒新布石法』誠文堂 1936年（高橋重行と共著）
- 『囲碁第一歩』日本棋院 1941年（中川新と共著）
- 『囲碁常識読本』実業之日本社 1973年
- 『コウ辞典』誠文堂新光社 1973年
- 『現代囲碁大系 (1)明治・大正名棋家集一』講談社 1981年